# Liste der Hochhäuser in South Dakota
In der Liste der Hochhäuser in South Dakota werden die Hochhäuser im US-Bundesstaat South Dakota ab einer strukturellen Höhe von 30 Metern aufgezählt. Das bedeutet die Höhe bis zum höchsten Punkt des Gebäudes ohne Antenne. Aufgezählt werden nur fertiggestellte und im Bau befindliche Gebäude.

## Auflistung der Hochhäuser nach Höhe
| Nr. | Name                                | Stadt       | Höhe   | Etagen | Baujahr | Status |
| --- | ----------------------------------- | ----------- | ------ | ------ | ------- | ------ |
| 1.  | CenturyLink Tower                   | Sioux Falls | 53 m   | 11     |         | Erbaut |
| 2.  | Old Courthouse Museum               | Sioux Falls | 50,3 m | 4      | 1889    | Erbaut |
| 3.  | South Dakota State Capitol          | Pierre      | 49,1 m | 4      | 1910    | Erbaut |
| 4.  | US Bank Building                    | Sioux Falls | 48,2 m | 10     | 1963    | Erbaut |
| 5.  | Great Western Centre                | Sioux Falls | 43,3 m | 9      | 1918    | Erbaut |
| =   | River Tower Apartments              | Sioux Falls | 43,3 m | 13     |         | Erbaut |
| 7.  | Lakeview Tower Apartments           | Madison     | 40 m   | 12     | 1969    | Erbaut |
| 8.  | First National Bank Building        | Rapid City  | 38,7 m | 9      |         | Erbaut |
| 9.  | Physicians Office Building          | Sioux Falls | 38,5 m | 8      |         | Erbaut |
| 10. | Rapid City Regional Hospital        | Rapid City  | 38,1 m | 9      |         | Erbaut |
| 11. | Hotel Alex Johnson                  | Rapid City  | 37,2 m | 11     | 1928    | Erbaut |
| 12. | Holiday Inn Sioux Falls City Centre | Sioux Falls | 35,1 m | 10     | 1972    | Erbaut |
| 13. | 625 Ninth Street                    | Rapid City  | 34,3 m | 8      |         | Erbaut |
| 14. | Avera Doctors Plaza                 | Sioux Falls | 33,7 m | 7      |         | Erbaut |
| =   | Vista Park Office Building          | Sioux Falls | 33,7 m | 7      |         | Erbaut |
| 16. | Radisson Hotel Plaza                | Rapid City  | 30,4 m | 9      |         | Erbaut |
| 17. | Sanford USD Medical Tower           | Sioux Falls | 30,2 m | 7      |         | Erbaut |